# صباح جدوع
صباح جدوع العنزي لاعب كرة قدم سعودي محترف، يلعب في خط الوسط حالياً في نادي الغوطة .
كانت بداياته مع نادي الباطن انتقل في موسم 2014-2015 إلى نادي الفيصلي السعودي و لعب له لمدة موسم ونصف و عاد في يناير 2016 إلى نادي الباطن بنظام الإعارة وانتقل في صيف 2016 انتقل إلى نادي الفيحاء و في صيف 2017 وقع مع النادي العربي و في صيف 2018 وقع مع نادي الغوطة .

## روابط خارجية
- صباح جدوع على موقع Soccerway.com (الإنجليزية)